# Stochov (nádraží)
Stochov je železniční stanice v obci Stochov. Leží v km 41,108 jednokolejné neelektrizované železniční trati Praha – Lužná u Rakovníka mezi zastávkami Kačice a Rynholec.

## Historie
Železniční stanice Stochov byla postavena na pražsko-lánské koněspřežce, která byla přestavěna a uvedena do provozu na úseku Buštěhradské dráhy ze Stochova do Chomutova 4. února 1871 (pro nákladní dopravu už 20. listopadu 1870). Od roku 1869 nesla jméno Lana nebo Lány, v období 1945–1961 Lány a po roce 1961 Stochov. V roce 2011 byly ve stanici tři dopravní koleje, dvě manipulační koleje a v km 40,864 z koleje č. 4 odbočovala vlečka. Sypaná nástupiště byla u všech tří dopravních kolejí. Ve stanici bylo elektromechanické zabezpečovací zařízení.

## Výpravní budova

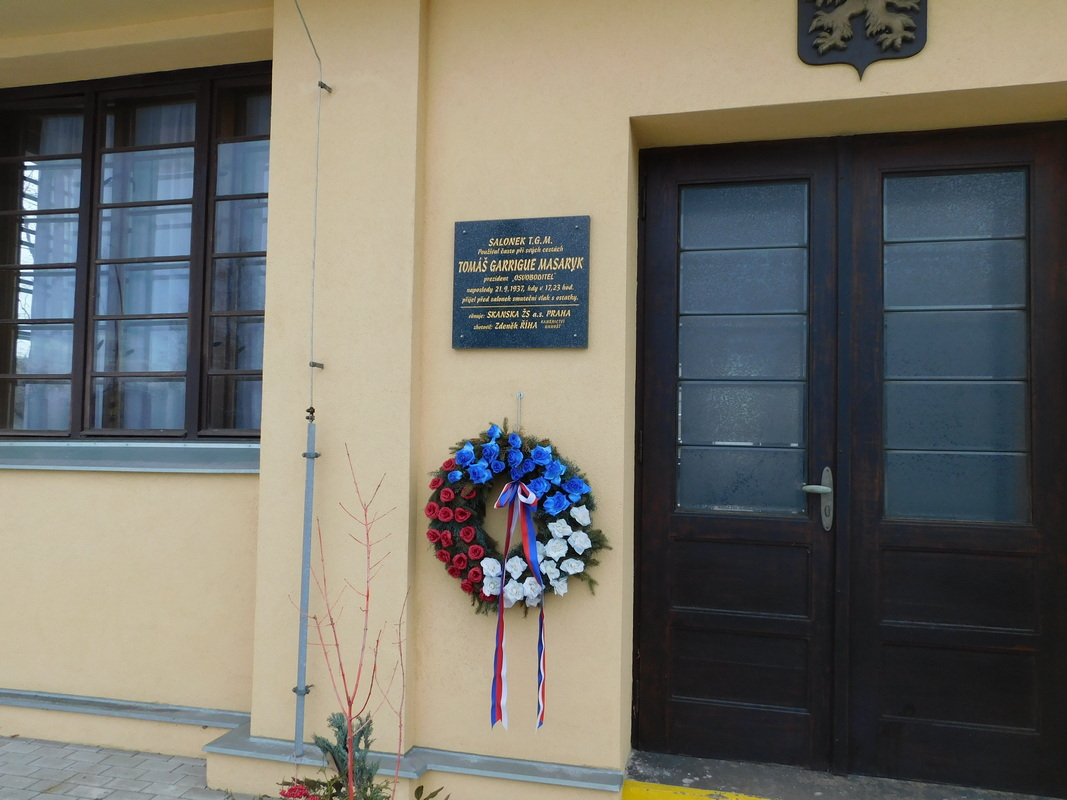
Vstup do prezidentské čekárny s pamětní deskou

Původně v zastávce stál strážní domek, který byl nahrazen v roce 1871 novou výpravní budovou. Výpravní budovu navrhl inženýr-asistent Josef Chvála (1826–1872) v neoklasicistním stylu. Jedná se o typovou výpravní budovu 3. třídy se sedlovou střechou. Budova měla dvoupodlažní střední část na čtvercovém půdorysu obrácenou štítovým průčelím do kolejiště. Po stranách byla přistavěna přízemní křídla se dvěma okenními osami. Okna v přízemí měla půlkruhová zakončení lemované půlkruhovou profilovanou římsou, která nasedala na meziokenní římsu. Členění bylo doplněno pásovou a rohovou bosáží. V patře byla v lizénových rámech obdélná okna v profilovaných šambránách s nadokenní římsou. V roce 1930 byla výpravní budova přestavěna firmou Ing. O. Ježka z Prahy podle plánů architekta inženýra Miloše Fikra. Ve výpravně byla postavena prezidentská čekárna, kterou využíval prezident Tomáš Garrigue Masaryk. V interiéru s hedvábnými tapetami byl kulatý stůl, psací stůl, několik klubovek a dvě pohovky. Zařízení dodala pražská Továrna uměleckého nábytku architekta B. Pische. V roce 1991 byla čekárna restaurována.